# 투이리엔
투이리엔(Thùy Liên, 1952년 ~ )은 베트남의 영화 배우, 연극 배우이다.